# Vilém II. Ryšavý
Vilém II. (1056? – 2. srpen 1100) byl třetí syn Viléma I. Dobyvatele a Matyldy Flanderské, byl králem Anglie v letech 1087 až 1100 a rovněž vládl Normandii a měl vliv ve Skotsku. Je často znám jako Vilém Ryšavý pro svou do ruda zbarvenou tvář. Byl méně úspěšný v kontrole nad územím Walesu.

## Syn krále
Přesné datum narození není známé, ale zřejmě se narodil někdy mezi lety 1056 až 1060. Byl třetím ze čtyř synů vévody z Normandie. Jeho vychovávatelem v mládí byl Lanfrank z Pavie a zdálo se, že bude důležitým šlechticem, ale ne králem, a to až do smrti v pořadí druhého syna Richarda. Vilém, otcův oblíbenec, nastoupil na anglický trůn po otcově smrti. Vztahy mezi ním a bratry Robertem a Jindřichem ale nebyly nikdy idylické.
Rozdělení panství Viléma Dobyvatele na dvě části vyvolalo problém u šlechticů, kteří vlastnili půdu po obou stranách Lamanšského průlivu. Vilém a jeho bratr Robert, který zdědil Normandii, byli soupeři, a tak se šlechtici nemohli zavděčit oběma a jedinou možností pro ně bylo sjednocení Anglie a Normandie pod jednoho vládce. Tato snaha vyústila roku 1088 ve vzpouru proti Vilémovi na podporu Roberta. Tuto akci vedl vlivný biskup Odo z Bayeux, nevlastní bratr Viléma Dobyvatele.
| „                                         | Budeme-li sloužit vévodovi Robertovi, urazíme jeho bratra Viléma a on nás pak připraví o naše důchody a tituly v Anglii. Na druhé straně, budeme-li poslušni krále Viléma, zbaví nás vévoda Robert dědičných statků v Normandii... | “ |
| — Odo z Bayeux (kronika Orderika Vitalia) | |   |

Robert ale nestačil dorazit do Anglie, aby podpořil své spojence, a Vilémovi se podařilo zajistit za pomoci stříbra a slibu lepší vlády přízeň anglické šlechty. Vilém tak porazil vzbouřence a stabilizoval svou vládu. Roku 1091 se vylodil v Normandii, porazil Robertovo vojsko a přinutil ho podstoupit mu část jeho pozemků.
Vilém se tak stal nejmocnějším vladařem Evropy. Anglicko-normanské královské instituce dosáhly účinnosti, která v té době v Evropě neměla obdoby. Osobní vliv krále byl tak prostřednictvím efektivní a věrné státní struktury uplatňován v celém království.

## Válka a vzpoura

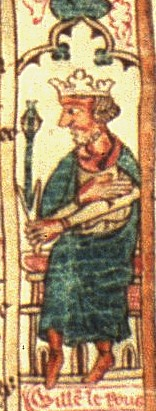
Vilém Rufus (středověká miniatura)

Vilém zdědil po svém otci soupis nemovitostí uvedený v pozemkové knize, která neměla svým rozsahem v té době v Evropě obdobu. Jejím původním hlavním účelem bylo zajistit výběr daní a dokazovala rozsah kontroly Anglie panovníkem. I když nebyl tak schopným diplomatem jako jeho otec, dokázal hájit své zájmy silou. Roku 1095 se Robert de Mowbray, hrabě z Northumbrie, odmítl účastnit jednání Curia Regis, jednání, které se konalo třikrát do roka a kde král oznamoval vlivným šlechticům své politické záměry pro příští obdobi. Vilém se v čele vojska vydal do Northumbrie, kde Roberta porazil. Hraběti byl zabaven majetek a byl uvězněn.
Uspěl i v zahraniční politice. Roku 1091 odrazil invazi krále Malcolma III. Skotského a přinutil ho ke slibu věrnosti. Roku 1092 nechal vybudovat hrad v Carlisle, aby tak mohl kontrolovat Cumbrii, která byla předtím ovládána Skoty. Malcolm ale podruhé napadl Anglii a vydrancoval Northumbrii. V bitvě u Alnwicku, 13. listopadu 1093 padl Malcolm do normanské léčky a on i jeho syn Eduard byli zabiti a Malcolmův bratr Donald se stal jeho nástupcem. Vilém podporoval Malcolmova syna Duncana, který se na trůnu udržel jen krátkou dobu. Po něm nastoupil jiný Malcolmův syn Edgar, který roku 1094 obsadil Lothian a roku 1097 odstranil s Vilémovou pomocí Donalda. Edgar uznal Vilémovo právo na Lothian.
Roku 1096 se Vilémův bratr Robert připojil k první křížové výpravě. Na toto tažení potřeboval finance a tak zastavil u Viléma vévodství normanské za 10 000 marek, což odpovídalo asi čtvrtině Vilémových ročních příjmů. Vilém získal tyto prostředky zavedením zvláštní vysoké a nenáviděné daně v celé Anglii. Vilém pak vládl v Normandii v době Robertovy nepřítomnosti jako jeho regent. Jako regent se Vilém zúčastnil tažení ve Francii v letech 1097 až 1099. Podrobil si Maine buřiče Eliáše.
| „                 | ..dali se do drancování země, vykopávali vinnou révu, poráželi ovocné stromy, bořili zdi a palisády a zničili ohněm a mečem celý tento kraj, až dosud úrodný... | “ |
| — Orderic Vitalis | |   |

Neuspěl však v osvobození Francouzi kontrolované oblasti Vexin. Byl vlídný k válečným zajatcům.
| „ | Ať je mi vzdálena myšlenka, že by chrabrý rytíř mohl nedostát svému slovu. Neboť kdyby tak učinil, byl by navždy hodný opovržení, jako kdyby stál mimo zákon... | “ |

## Smrt v New Forest

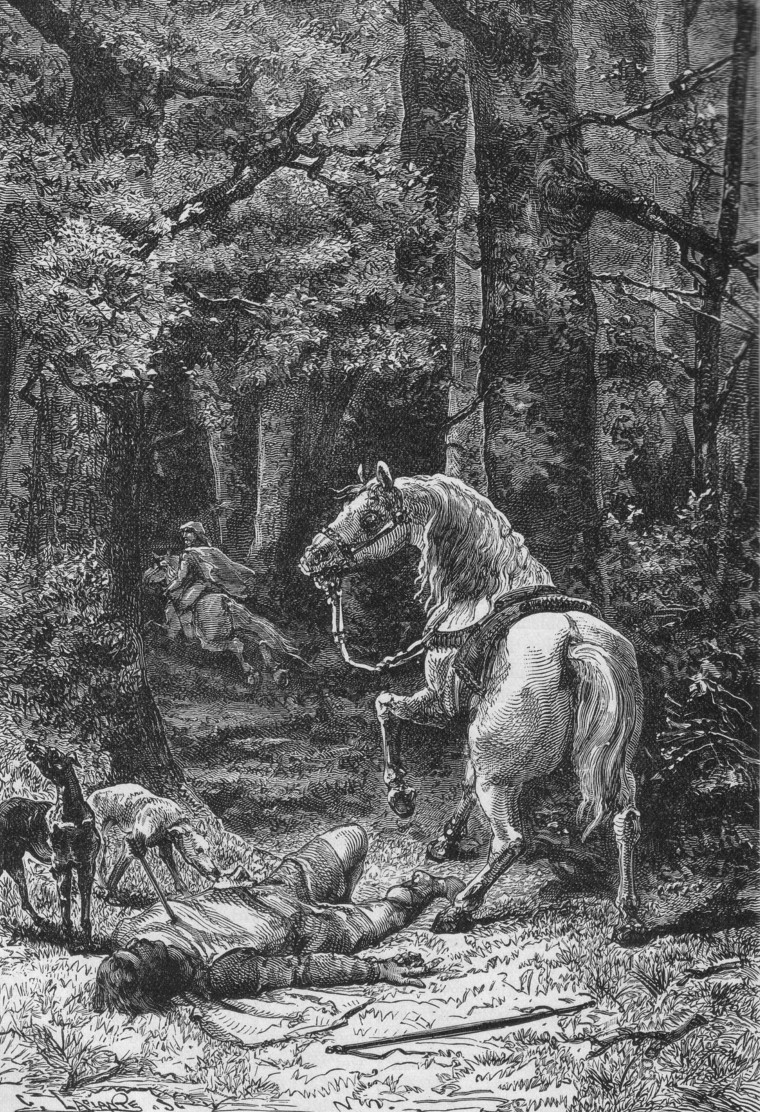
Vilémova smrt v New Forest

Ráno 2. srpna 1100, Vilém uspořádal hon v New Forestu. Vilém se s Walterem Tyrellem, lordem z Poix, oddělili od ostatních lovců. Příští den byl Vilém skupinou místních venkovanů nalezen mrtev, ležící ve křoví s šípem zabodnutým v hrudi. Není tedy jasné, zda se jednalo o vraždu nebo o nehodu, po které Walter Tyrell utekl.
Vilémovo tělo bylo opuštěno, protože po jeho smrti museli šlechtici rychle odcestovat na svá panství, aby zabezpečili své majetky. Vilémův mladší bratr Jindřich spěchal do Winchesteru, aby zabezpečil královský poklad, a poté do Londýna, kde byl následující den korunován anglickým králem, předtím než dorazil některý z arcibiskupů. Legenda uvádí, že Vilémovo tělo bylo dopraveno do Winchesterské katedrály místním uhlířem.

Zdá se, že Vilém mezi svými poddanými a šlechtou nebyl oblíben a podle anglosaské kroniky byl nenáviděn téměř všemi lidmi. Je ale možné, že tento názor, jehož autoři pocházeli z církevních kruhů, je ovlivněn dlouhodobými Vilémovými spory s církví. Vilémova vláda byla poznamenána jeho bojovnou povahou. Neoženil se a nezanechal žádné potomky ať už legitimní nebo nelegitimní. 
| „                | Lehával se souložnicemi a zemřel proto bez dědice... | “ |
| — Kronika knížat |                                                      |   |